# Paralarinia denisi
Paralarinia denisi är en spindelart som först beskrevs av Roger de Lessert 1938.  Paralarinia denisi ingår i släktet Paralarinia och familjen hjulspindlar.
Artens utbredningsområde är Kongo. Inga underarter finns listade i Catalogue of Life.